# 池田町コミュニティバス (岐阜県)
池田町コミュニティバス（いけだちょうコミュニティバス）は、かつて岐阜県揖斐郡池田町が運行していたコミュニティバス。
2023年（令和5年）9月29日に運行終了したが、同じく池田町が運行する池田温泉福祉バスがルートを一部変更し、池田町コミュニティバスの代替バスとしての機能を果たしている。ここでは池田温泉福祉バスについても記述する。

## 概要
池田町が直接運行する。いわゆる旧80条バスである。2011年（平成23年）2月運行開始。
運賃は無料である。
2023年（令和5年）9月29日に運行終了。10月1日からは池田町タクシー利用助成事業を拡張。池田温泉福祉バスのルートを一部変更し、コミュニティバスの路線の代替を担うこととなる。

## ルート

### 運行終了時のルート
巡回線
池田町役場 → 北池野駅 → 新生病院 → 池田小学校南 → 池田こども園 → 池田高校 → 池野駅北 → ザ・ビッグエクストラ岐阜池田店 → 道の駅池田温泉 → 池田温泉新館 → 池田温泉本館 → 総合体育館 → 山洞公民館 →池田中学校西 → 池田中学校北 → 養基公民館 → JA養基支店前 → 揖斐駅 → 池田町役場
北回り1号線
池田町役場 → JA池田支店前 → 池田中学校北 → 宮地公民館 → 舟子会館 → いび製茶西 → 池田公園 → JA養基支店前 → 揖斐駅 → 旧日東あられ前 → 保健センター →  新生病院 → 北池野駅 → 池田町役場
北回り2号線
池田町役場 → 杉野公民館 → 砂畑公民館 →池田こども園 → 保健センター →  新生病院 → 北池野駅 → 池田町役場
南回り1号線
池田町役場 → 北池野駅 → 新生病院 → 保健センター → 六之井公民館 → 池野駅北 → 八幡郵便局 → ザビッグ（イオン） → 市橋コミュニティセンター → 八幡小学校西 → 道の駅池田温泉 → 池田温泉新館 → 池田温泉本館 → 池野駅北 → 新生病院 → 北池野駅 → 池田町役場
南回り2号線
池田町役場 → 青柳公民館 → 西公民館 → 総合体育館 → 池田中学校北 → 天神町 → 栄町 → ザビッグ（イオン） → 道の駅池田温泉 → 池田温泉新館 → 池田温泉本館 → 池野駅北 → 新生病院 → 北池野駅 → 池田町役場

### 運行終了以前に廃止されたルート
役場 - 市橋線
2010年（平成22年）9月に名阪近鉄バス大垣揖斐線廃止されたのに伴い、代替運転として同年10月より運行開始。2011年（平成23年）2月からは池田町コミュニティバスの路線となる。2023年（令和5年）7月2日廃止。
池田町役場 - 池野 - 八幡 - 八幡小前 - 片山 - 市橋 - 広神戸駅

## 運行日
月曜日・金曜日

## 池田温泉福祉バス
池田温泉への送迎バス。池田温泉バス、福祉バスとも称す。池田町コミュニティバスの前身とも言えるものであり、2009年（平成21年）10月に福祉バスとして運行開始。駅便と地区回り便がある。池田町コミュニティバスと同様、運賃は無料である。
地区回り便は各地区から池田温泉を結ぶ路線であったが、2023年（令和5年）10月1日からは池田町役場から各地区及び商業施設、医療施設を経由して池田温泉を結ぶルートに変更された。
赤字となっている池田温泉の経営再建策として、2025年（令和7年）10月31日に廃止の予定である。

### ルート
駅便
池田温泉本館 - 池田温泉新館 - 垂井駅　（火・金・土・日曜日、祝日運行）
池田温泉新館 - 善光寺※ - いこいの森※ - 池野駅　（月曜日運行。※は一部の便通過。）
池田温泉本館 - 善光寺※ - いこいの森※ - 池野駅　（水曜日運行。※は一部の便通過。）
池田温泉本館 - 池田温泉新館 - 善光寺※ - いこいの森※ - 池野駅　（火・木・金曜日運行。※は一部の便通過。）
池田温泉本館 - 池田温泉新館 - 池野駅　（土・日曜日・祝日運行）
地区便
池田町役場 - 養基公民館 - 旧日東あられ前 - よってみーな池田 - 池田小学校南 - 保健センター - 北池野駅 - 池野駅北診療所 - トミダヤ - 市橋コミュニティセンター - ザビッグ（イオン） - いけだ整形外科 - 池田温泉新館　（月曜日運行）
池田町役場 - いび製茶西 - 宮地公民館 - バロー - 小寺公民館 - 池野駅北診療所 - ザビッグ（イオン） - いけだ整形外科 - 池田温泉新館 - 池田温泉本館　（火曜日運行）
池田町役場 - 養基公民館 - バロー - 美濃本郷駅 - ゲンキー東 - 保健センター - 池野駅北診療所 - ザビッグ（イオン） - いけだ整形外科 - 池田温泉本館　（水曜日運行）
池田町役場 - 池田こども園 - 砂畑公民館 - ゲンキー東 - 青柳下之町 - 池野駅北診療所 - ザビッグ（イオン） - いけだ整形外科 - 池田温泉新館 - 池田温泉本館　（木曜日運行）
池田町役場 - 下八幡公民館 - 市橋コミュニティセンター - 下東野公民館 - 池野駅北診療所 - トミダヤ - ザビッグ（イオン） - 池田温泉新館 - 池田温泉本館　（金曜日運行）

#### 2023年9月まで
駅便
池田温泉本館 - 池田温泉新館 - 垂井駅　（火・金・土・日曜日、祝日運行）
池田温泉新館 - 善光寺※ - いこいの森※ - 池野駅　（月曜日運行。※は一部の便通過。）
池田温泉本館 - 善光寺※ - いこいの森※ - 池野駅　（水曜日運行。※は一部の便通過。）
池田温泉本館 - 池田温泉新館 - 善光寺※ - いこいの森※ - 池野駅　（火・木・金曜日運行。※は一部の便通過。）
池田温泉本館 - 池田温泉新館 - 池野駅　（土・日曜日・祝日運行）
地区便
いび製茶西 - 旧日東あられ前 - 池田小学校南 - 保健センター - 北池野駅 - 八幡小学校西 - 池田温泉新館　（月曜日運行）
舟子会館 - 宮地公民館 - 小牛 - 山洞公民館 - 池田温泉新館 - 池田温泉本館　（火曜日運行）
上ノ切公民館 - 養基公民館 - 旧日東あられ前 - 美濃本郷駅 - 保健センター - 池田温泉本館　（水曜日運行）
池田保育園 - 砂畑公民館 - 青柳下之町 - 池田温泉新館 - 池田温泉本館　（木曜日運行）
下東野公民館 - 六之井公民館 - 市橋コミュニティセンター - 八幡小学校西 - 池田温泉新館 - 池田温泉本館　（金曜日運行）